# (129201) Brandenallen
(129201) Brandenallen est un astéroïde de la ceinture principale.

## Description
(129201) Brandenallen est un astéroïde de la ceinture principale. Il fut découvert le 3 juillet 2005 au Mont Lemmon par le projet Mount Lemmon Survey. Il présente une orbite caractérisée par un demi-grand axe de 2,69 UA, une excentricité de 0,05 et une inclinaison de 13,6° par rapport à l'écliptique.
Il est nommé d'après un contributeur de la mission OSIRIS-REx dont l'objet est l'étude de l'astéroïde (101955) Bénou.